# Porte-avions de nouvelle génération
« PANG » redirige ici.  Pour les autres significations, voir Pang (homonymie). Pour le projet de porte-avions de 2009, voir PA 2.
Le porte-avions de nouvelle génération [PANG] est un projet de porte-avions français destiné à remplacer le porte-avions Charles de Gaulle en 2038. Les études préliminaires sont lancées en octobre 2018. Il est dans sa phase d’avant-projet détaillé, avant que d'ici la fin de 2025 ne soit produit un dossier de lancement et de réalisation. La revue de conception préliminaire est attendue en 2028, avant une revue de conception finale. Le début de sa construction aux Chantiers de l’Atlantique à Saint-Nazaire est prévue en 2026 (découpe de la première tôle en 2031 ou 2032). La notification du contrat est attendue par Naval Group fin 2025.

## Histoire

### Contexte
Depuis les années 2000 et la vente du Foch à la Marine brésilienne, le Charles de Gaulle est l'unique porte-avions français en service. Tous les dix ans, il subit une « indisponibilité périodique pour entretien et réparation » d'un an à un an et demi en cale sèche, pour les entretiens et réparations structurels les plus lourds (y compris le renouvellement du combustible nucléaire), privant ainsi la France d'une part significative de ses capacités de projection. Cette perte périodique de capacité est la raison principale qui pousse à la construction d'un second porte-avions, afin d'assurer la disponibilité permanente d'un groupe aéronaval.
Après la mise en service du Charles de Gaulle le 18 mai 2001, un projet pour disposer d'un autre porte-avions, le PA 2, a été lancé en 2003 sur la base du Carrier vessel future britannique, la classe Queen Elizabeth. Le projet est suspendu en 2009 et abandonné en 2012.
À l'occasion de l'édition 2018 du salon Euronaval, Florence Parly, ministre des Armées, annonce le lancement d'un second programme de remplacement du Charles de Gaulle. Une phase d'études de 18 mois, inscrite dans le cadre de la loi de programmation militaire 2019-2025 pour un montant de quarante millions d'euros, doit permettre au président de la République de prendre les décisions sur les points importants du programme courant 2020.
En déplacement aux chantiers de l'Atlantique en mai 2020, la ministre des Armées confirme que le porte-avions de nouvelle génération (sigle PANG) sera bien construit à Saint-Nazaire, le chantier naval étant en France le seul à pouvoir construire un navire d'un tonnage aussi important.
Les choix d'architecture et de propulsion concernant le futur porte-avions devaient initialement être arrêtés par le chef de l'État au cours d'un conseil de Défense au début du mois de juillet 2020,, pour permettre une déclaration du président de la République lors de son allocution du 14 Juillet. La question de savoir si la France se dotera d'un seul porte-avions ou de deux devait être tranchée dans le même temps. Cependant, le changement de gouvernement intervenu le 6 juillet oblige les services du chef de l'État à repousser ce conseil de Défense à une date ultérieure, probablement avant la fin de l'été ou à la rentrée.
Les décisions stratégiques concernant le PANG auraient pu dès lors être annoncées lors de l'édition 2020 du salon Euronaval, qui devait se tenir, en dépit de la situation sanitaire en France, au Bourget du 20 au 23 octobre 2020.
C'est finalement le 8 décembre 2020, à l’occasion d’un déplacement sur le site Framatome du Creusot, qu'Emmanuel Macron officialise le lancement du programme de porte-avions de nouvelle génération ainsi que le choix de doter le successeur du Charles de Gaulle d'une propulsion nucléaire,. Le président de la République n'évoque toutefois pas la possibilité pour la France de se doter d'un second porte-avions.
La future coque du PANG est testée en 2021 par une maquette de dix mètres de long sur le lac de Castillon (Alpes-de-Haute-Provence),.

### Construction
Dès le mois de mai 2020, la ministre des Armées annonce que la construction du successeur du Charles de Gaulle se fera à Saint-Nazaire, aux chantiers de l'Atlantique. Quelques jours plus tard, le député du Finistère Jean-Charles Larsonneur, issu du groupe La République en marche, évoque dans un article du Télégramme la possibilité de construire certains éléments du futur porte-avions à Brest, et fait valoir le travail du site brestois du groupe Thales. Lors de sa visite à Brest, trois jours plus tard, Florence Parly, assure que le port breton participera à la « conception » du PANG.

Plan des aménagements du pont et élévation tribord
- Modèle 3D interactif
- Video du navire sous tous les angles
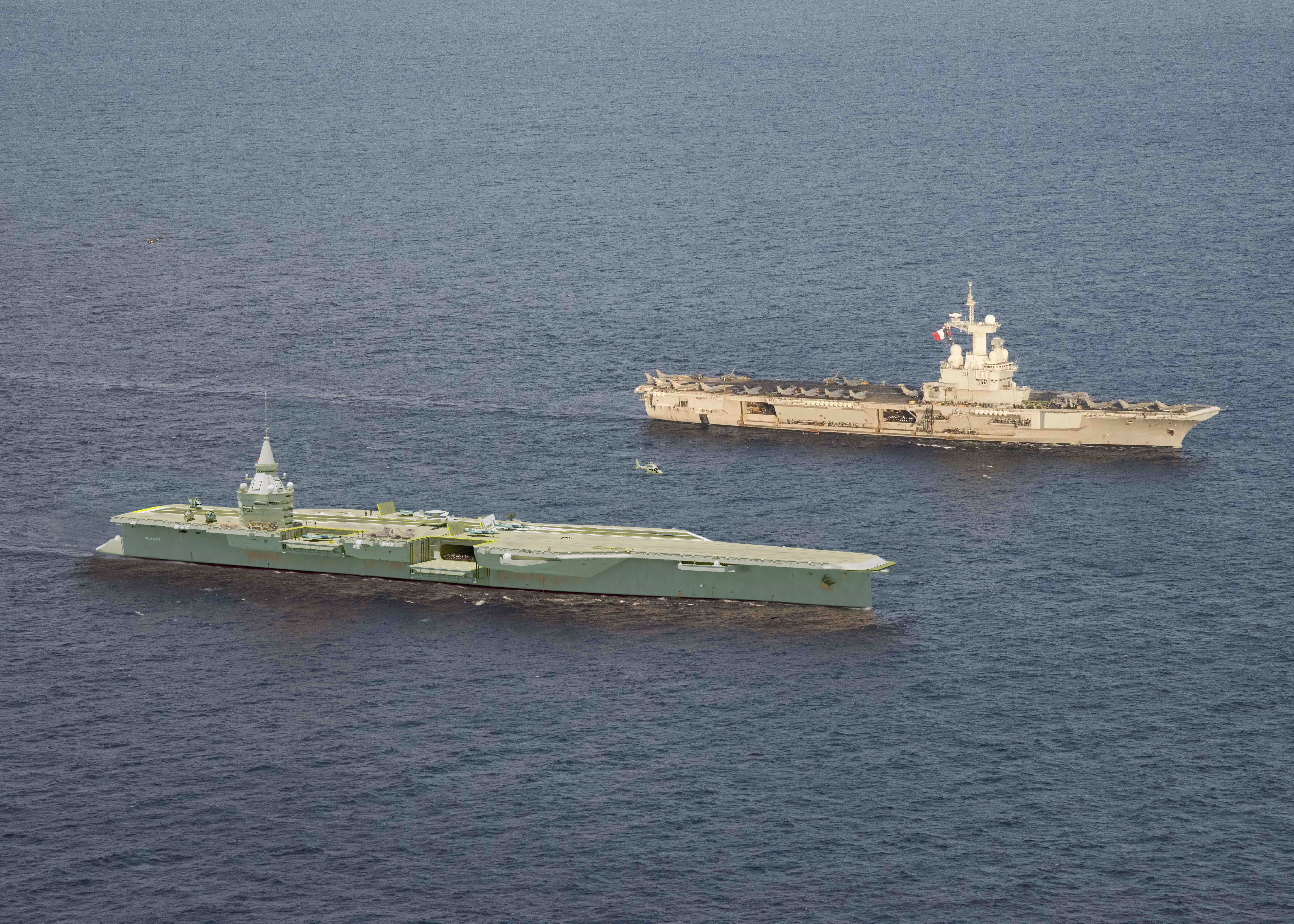
Illustration avec le Charles-de-Gaulle
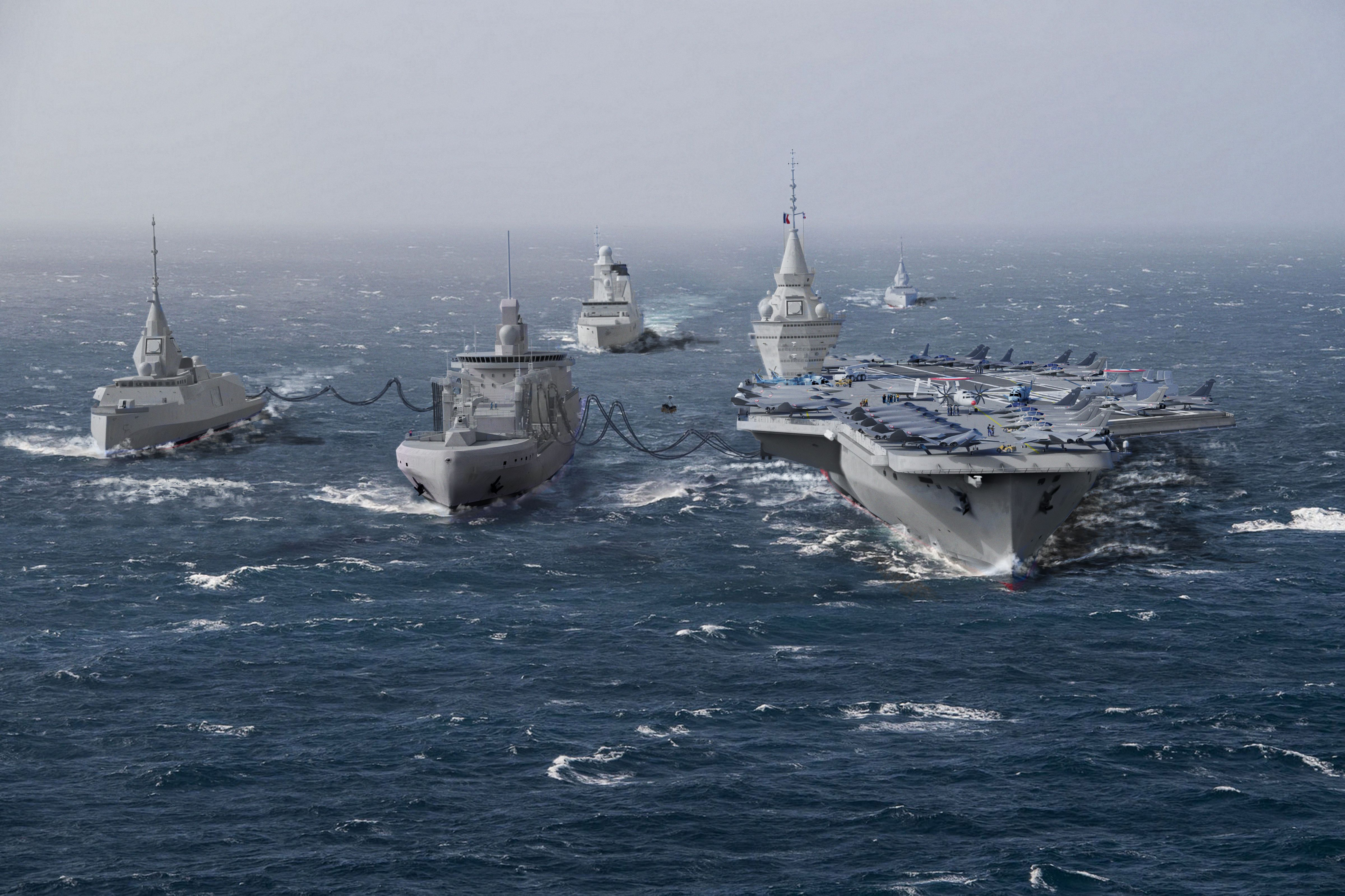
Flotte française prévue pour la fin des années 2030 : un Bâtiment ravitailleur de forces en Ravitaillement à la Mer (RAM) simultané avec le Porte-avions de nouvelle génération et une Frégate de défense et d'intervention.

Le 27 avril 2024, le Ministre des Armées Sébastien Lecornu annonce la commande des premiers composants, notamment liés à la propulsion nucléaire, qui devront déjà être prêts quand commencera la construction en 2031.

## Caractéristiques

### Système de propulsion
Alors que le ministère des Armées penchait initialement pour un retour à une propulsion classique pour le remplaçant du Charles de Gaulle, c'est finalement l'option nucléaire qui est retenue par la ministre Florence Parly, et entérinée par le président de la République Emmanuel Macron en décembre 2020,.
Cette option, soutenue par l'état-major de la Marine, est rendue nécessaire par le tonnage envisagé du nouveau navire, supérieur de plus de 75 % à celui du Charles de Gaulle, et 25 % supérieur au tonnage du Foch et du Clemenceau réunis. Le développement d'un nouvel avion de combat, le chasseur de nouvelle génération, prévu pour être plus lourd que le Rafale de près de cinq tonnes, nécessitera des installations plus importantes pour pouvoir accueillir à son bord le nouvel aéronef,. De plus, la LPM 2024-30 précise que le « programme d’ensemble PA-NG sera conduit pour garantir la pérennité des compétences « propulsion nucléaire », avec une attention particulière portée à la conception et à la fabrication des nouvelles chaufferies K22, puis pour assurer une transition maîtrisée avec le porte-avions Charles de Gaulle ».
Sur le Charles de Gaulle, ce sont deux réacteurs K15, baptisés « Adyton » et « Xena », d'une puissance thermique de 150 MW chacun, qui fournissent l'énergie au navire. Pour le PANG, un nouveau modèle de réacteurs nucléaires va être développé par Framatome Défense (partenaire industriel de TechnicAtome), le K22. Il devra développer une puissance de 220 mégawatts, soit une augmentation de 46 % par rapport aux réacteurs K15, afin de permettre au bâtiment de naviguer à une vitesse de 30 nœuds et de mettre en œuvre deux à trois catapultes électromagnétiques [EMALS] ainsi que des armes à énergie dirigée et des brouilleurs à forte puissance.
En juin 2021, Framatome Défense a déclaré en avoir forgé une première « pièce de démonstration », « étape préalable à la qualification des composants des chaufferies » du navire.
C'est à Naval Group, en particulier par son unité de Nantes-Indret, qu'il reviendra de réaliser et d’intégrer les deux réacteurs K22, sous la maîtrise d’œuvre de TechnicAtome.

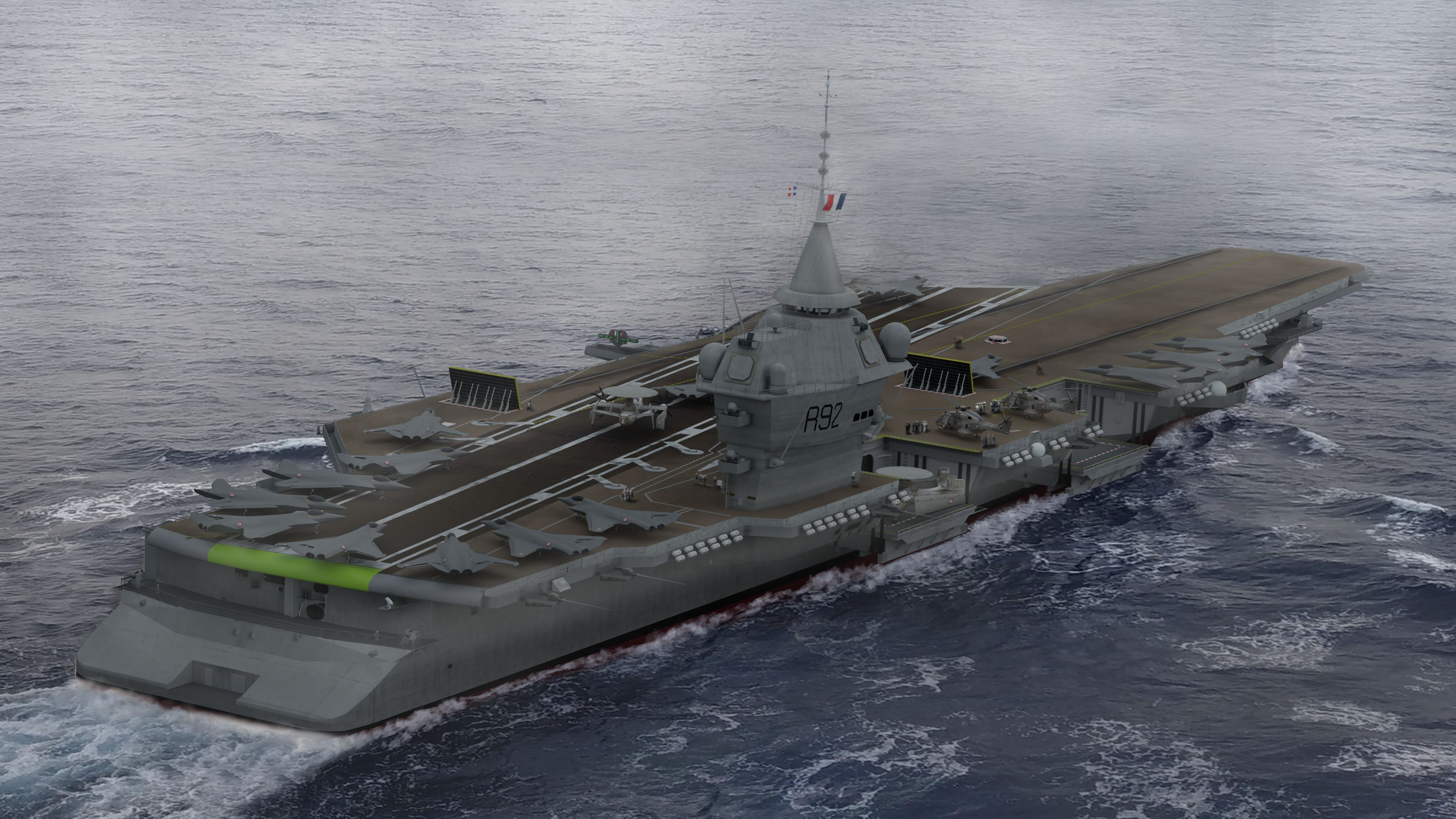
Vue de l'arrière, avec la jupe hydrodynamique qui allonge la coque et les formes furtives facettées de l'îlot
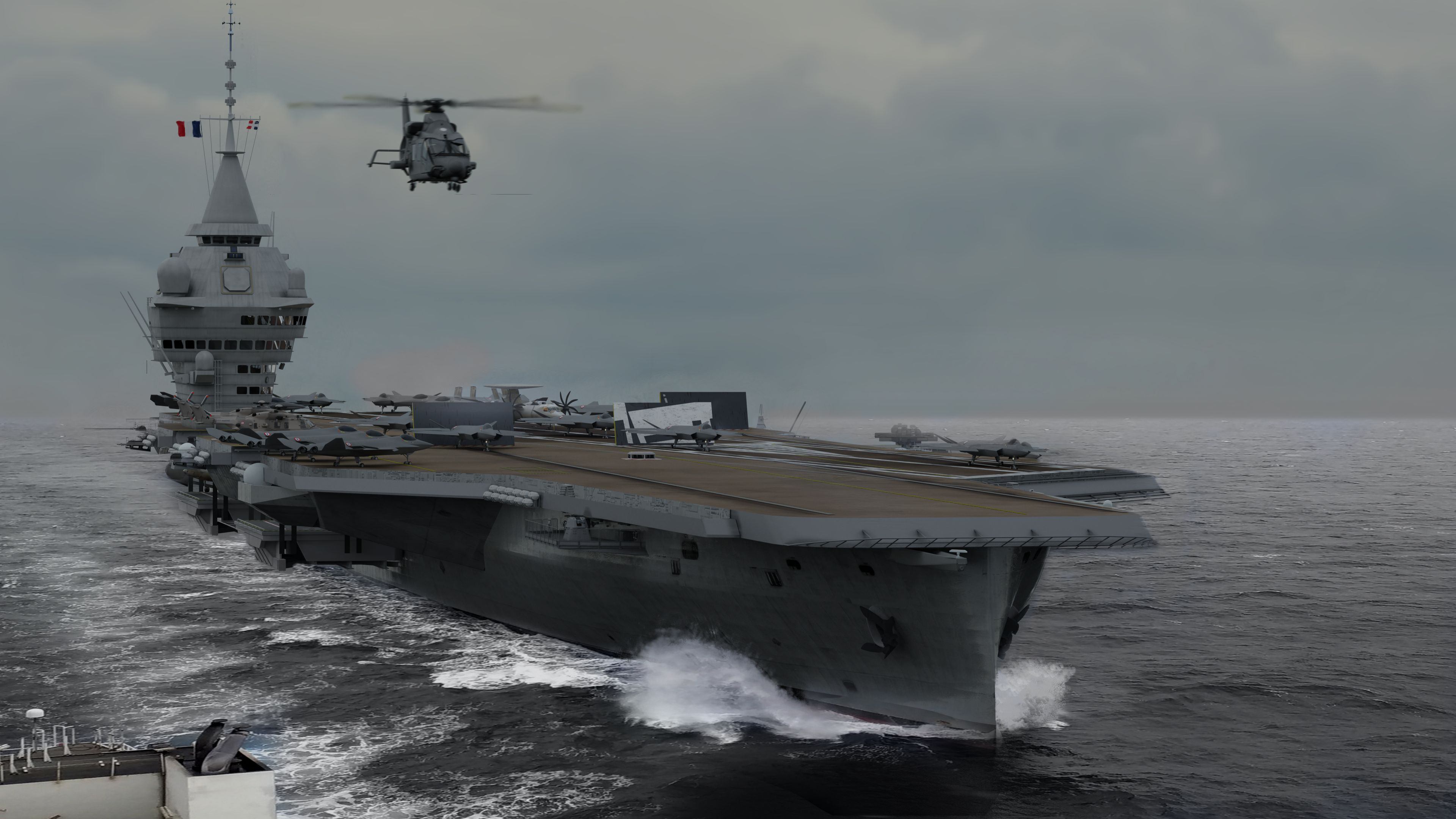
Vue de la proue, avec l'étrave droite qui allonge la coque à la ligne de flottaison, et les sponsons de l'artillerie avant.

### Groupe aérien embarqué

#### Catapultes
En usage dans la Marine nationale depuis le début des années 1960 et le lancement du Clemenceau et du Foch, c'est le système CATOBAR — décollage assisté par catapulte et récupération par brins d'arrêt — qui devrait être utilisé pour le catapultage des aéronefs depuis le PANG.
Dans son discours au salon Euronaval du Bourget, Florence Parly annonce que le nouveau porte-avions devra être capable d'accueillir le système de combat aérien du futur, et la possibilité d'utiliser des catapultes électromagnétiques pour le catapultage des avions. Ces systèmes, moitié moins lourds que les catapultes à vapeur,, et débarrassés des conduites de vapeur qui courent à travers le navire de la tranche énergie jusqu'aux catapultes, permettent un réglage plus fin de la poussée, permettant de lancer des aéronefs allant d'un peu plus d'une tonne, comme les drones, jusqu'à 32 tonnes, ce qui correspond aux capacités de lancement nécessaires pour catapulter l'avion de combat de nouvelle génération, remplaçant du Rafale, dont le poids annoncé se situerait aux alentours des 30 tonnes,.
Ce système, déjà en service sur l'USS Gerald R. Ford depuis la fin juillet 2017, semble toutefois rencontrer encore un certain nombre de problèmes début 2020, après plus de deux ans et demi de tests.
Mais puisque les États-Unis ont mis fin à la production des catapultes à vapeur, la France se retrouve confrontée à un choix technologique : développer ses propres catapultes à vapeur, ou s'orienter vers de nouvelles technologies.

#### Avions

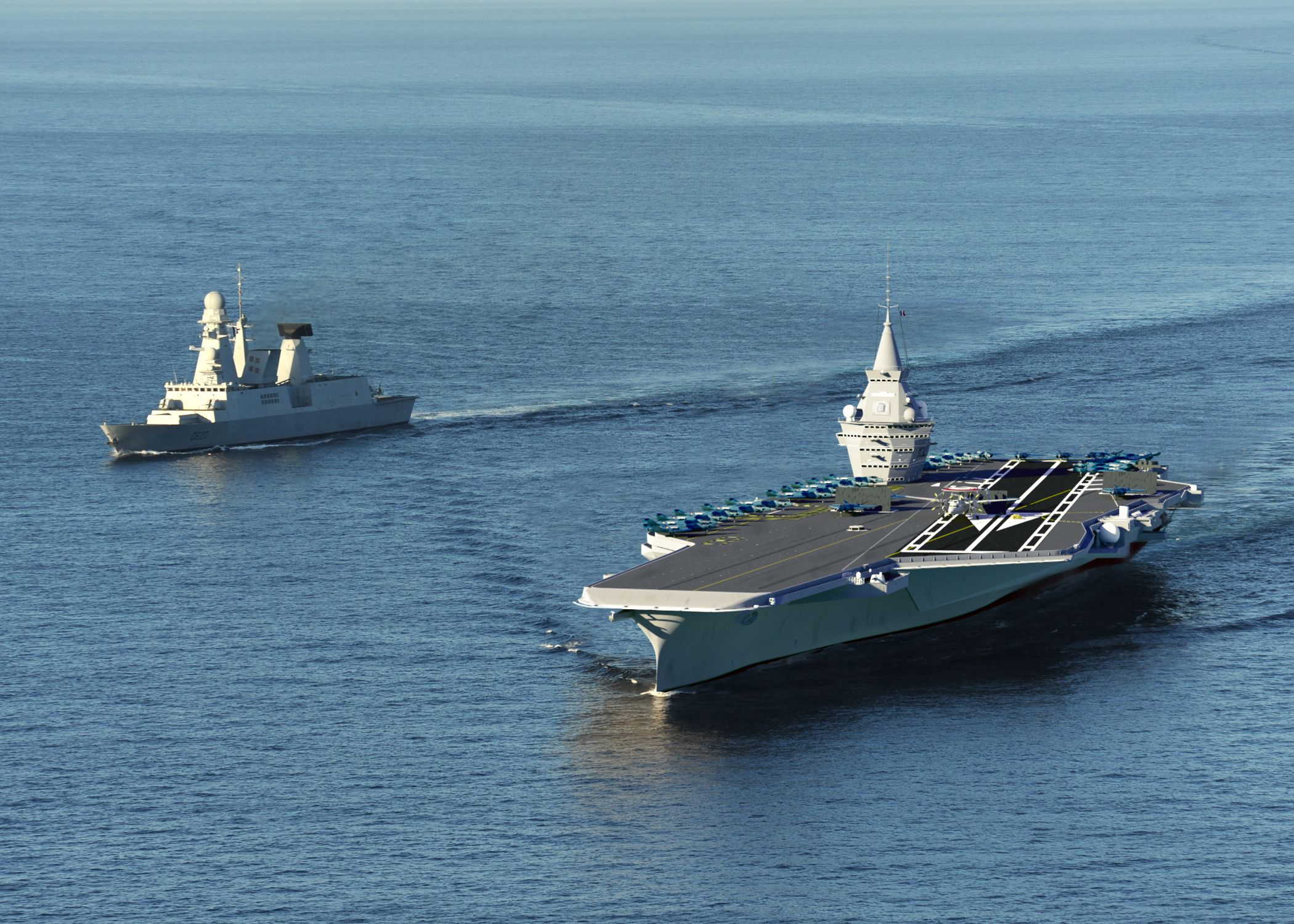
Le PANG de conserve avec la frégate anti-aérienne Forbin, prêt à lancer une pontée massive de 30 NGF et un E2 (vue d'artiste)

De l'avancement des projets du PANG et du chasseur de nouvelle génération (ou NGF pour Next Generation Fighter) dépendra le type de chasseurs embarqué sur le successeur du Charles de Gaulle. Actuellement, les développeurs du NGF envisagent un premier vol en 2026, pour une mise en service en 2040, soit deux ans après l'entrée en service prévue du PANG. Il est donc vraisemblable que, dans un premier temps, ce soit le Rafale M qui équipe le PANG, et qu'il sera remplacé à terme par le NGF.
De plus, à la mi-2020, ni Dassault Aviation ni Airbus n'ont indiqué si l'avion qui sera mis en service en 2040 sera capable de se poser sur un porte-avions ou s'il faudra développer une version « Marine », comme pour le Rafale.

### Système d'armes

#### Drones
Le nouveau porte-avions devrait accueillir à son bord des drones de combat, développés par Airbus et MBDA dans le cadre du système de combat aérien du futur,, ce qui constituerait une véritable innovation. En effet, à la mi-2020, aucun grand drone à réaction n'est opéré depuis un navire militaire dans le monde, bien que la marine des États-Unis y travaille.

### Équipements de vie

#### Postes d'équipage
Le PANG devrait accueillir un millier de marins, hors état-major et groupe aéronaval, contre 1 200 pour le Charles de Gaulle. Les marins, dont le nombre sera réduit pour un bâtiment plus grand, devraient être logés dans des postes de quatre à huit personnes, au lieu des postes du Charles de Gaulle, qui comptent de 10 à 40 places.
Au-delà de l'amélioration du confort que représentent des postes de quatre à huit personnes, cette configuration permet de limiter une épidémie comme ce fut le cas lors de l'épidémie de Covid-19 à bord du Charles de Gaulle en avril 2020.